# Lenny McLean
Pour les articles homonymes, voir McLean.
Lenny McLean, surnommé The Guv'nor , né le 9 avril 1949 à Hoxton et mort le 28 juillet 1998 à Bexley, est un boxeur, garde du corps, acteur et gangster britannique.

## Biographie
Leonard John McLean a vécu une enfance difficile, étant souvent battu par son beau-père. Arrêté pour des petits larcins dès son adolescence, il se tourne à la fin des années 1960 vers une carrière de boxeur à mains nues, sport dont les combats sont illégaux. McLean gagne rapidement dans ce milieu une réputation de combattant très violent. Il se rend aux États-Unis pour y combattre le champion de boxe à mains nues de la mafia et remporte 30 000 $ pour sa victoire. Jusqu'au milieu des années 1980, McLean prétend avoir disputé environ 4000 combats de boxe à mains nues et en avoir remporté la plupart.
En dehors de sa carrière de boxeur, McLean officie souvent comme videur dans les nightclubs londoniens ou comme garde du corps pour des célébrités ou des gangsters. McLean a en effet souvent été associé à des figures du milieu du crime londonien comme les jumeaux Kray, Ronnie Biggs, Dave Courtney (en) et Charles Bronson.
Entamant une carrière d'acteur au milieu des années 1990, McLean apparaît dans quelques épisodes de la série télévisée Brigade volante, dans un petit rôle dans le film Le Cinquième Élément (1997) et surtout dans celui du gangster Barry le Baptiste dans le film Arnaques, Crimes et Botanique (1998). Il meurt d'un cancer du poumon un peu avant la sortie de ce dernier film, ayant commencé à être malade pendant son tournage. The Guv'nor, son autobiographie écrite avec Peter Gerrard, est publiée peu après sa mort et devient un bestseller au Royaume-Uni.